# Tuili
Tuili település Olaszországban, Szardínia régióban, Medio Campidano megyében. Lakosainak száma 929 fő (2023. január 1.). Tuili Barumini, Gesturi, Las Plassas, Setzu, Turri és Pauli Arbarei községekkel határos.

## Népesség
A település lakossága az elmúlt években az alábbi módon változott:
| Lakosok száma | 1019 | 1001 | 929  |
|               | 2017 | 2018 | 2023 |